# Примхлива (печера)
Примхлива (рос. Капризная) — печера, що розташовується в Абхазії, Гудаутському районі, на Південному схилі Бзибського хребта. Протяжність 200 м, глибина 175 м, площа 25 м², об'єм 4500 м³, висота входу близько 1700 м.

## Складнощі проходження печери
Категорія складності 2А.

## Опис печери
Шахта починається 105-метровим колодязем. На дні колодязя бриловий завал. З завалу уступами 3,5 і 10 м йде вузький хід. По дну 10 м уступу протікає струмок. Хід приводить до невеликої зали, з якої в північно-східному напрямку йде важкий для проходження щільовидний хід, що переходить в каскад з двох колодязів (25 і 16 м). Шахта закінчується на глибині −175 м непрохідною щілиною.
Закладена в верхньоюрських вапняках.

## Історія дослідження
Відкрита в 1981 р. Досліджувалася експедиціями томських спелеологів в 1981 г (кер. А. Н. Шуригін) і в 1982 р. (кер. В. І. Горовцов).